# Gebiacantha
Gebiacantha is een geslacht van kreeftachtigen uit de klasse van de Malacostraca (hogere kreeftachtigen).

## Soorten
- Gebiacantha acanthochela (Sakai, 1967)
- Gebiacantha acutispina (de Saint Laurent & Ngoc-Ho, 1979)
- Gebiacantha albengai Ngoc-Ho, 2005
- Gebiacantha arabica Ngoc-Ho, 1989
- Gebiacantha bermudensis (Williams, 1993)
- Gebiacantha ceratophora (de Man, 1905)
- Gebiacantha dampieri Ngoc-Ho, 2008
- Gebiacantha lagonensis Ngoc-Ho, 1989
- Gebiacantha laurentae Ngoc-Ho, 1989
- Gebiacantha lifuensis Ngoc-Ho, 1994
- Gebiacantha monoceros (de Man, 1905)
- Gebiacantha multispinosa Ngoc-Ho, 1994
- Gebiacantha plantae (Sakai, 1982)
- Gebiacantha poorei Ngoc-Ho, 1994
- Gebiacantha priochela Sakai, 1993
- Gebiacantha reunionensis Ngoc-Ho, 1989
- Gebiacantha richeri Ngoc-Ho, 1989
- Gebiacantha talismani (Bouvier, 1915)